# Wilhelm von Heydebrand und der Lasa
Wilhelm Adam Sigismund von Heydebrand und der Lasa (* 26. August 1849 in Nassadel; † 14. März 1908 ebenda) war Regierungspräsident und Mitglied des Deutschen Reichstags.

## Leben
Heydebrand ging 1868 zum Militär und studierte danach an den Universitäten Breslau, Berlin und Jena. Ab 1872 bewirtschaftete er sein Gut Nassadel. 1881 wurde er zum Landrat im Kreis Namslau ernannt. 1884 wurde er zum Geheimen Regierungsrat und 1887 zum Geheimen Oberregierungsrat im Preußischen Landwirtschaftsministerium befördert. Zwischen 1889 und 1894 war er Regierungspräsident im Regierungsbezirk Königsberg und von 1894 bis 1902 im Regierungsbezirk Breslau.
Von 1884 bis 1887 war er Mitglied des Schlesischen Provinziallandtages und von 1879 bis 1881 und von 1882 bis 1889 des Preußischen Abgeordnetenhauses. Mitglied des Deutschen Reichstags war er von 1884 bis 1889 für den Wahlkreis Regierungsbezirk Breslau 4 Namslau, Brieg und die Deutschkonservative Partei. Am 21. Oktober 1889 legte er sein Mandat wegen seiner Ernennung zum Regierungspräsidenten nieder.